# Grafo de Brouwer-Haemers
No campo da matemática da teoria dos grafos, o Grafo de Brouwer–Haemers é um grafo não direcionado 20-regular com 81 vértices e 810 arestas. É o único grafo fortemente regular com parâmetros (81, 20, 1, 6).

## Propriedades algébricas
O automorfismo de grupo do grafo de Brouwer-Haemers é um grupo da ordem de 233280.
O polinômio característico do grafo de Brouwer-Haemers é: {\displaystyle -(x-20)(x-2)^{60}(x+7)^{20}}.